# Zasłonak bananowy
Zasłonak bananowy (Cortinarius nanceiensis Maire) – gatunek grzybów należący do rodziny zasłonakowatych (Cortinariaceae).

## Systematyka i nazewnictwo
Pozycja w klasyfikacji według Index Fungorum: Cortinarius, Cortinariaceae, Agaricales, Agaricomycetidae, Agaricomycetes, Agaricomycotina, Basidiomycota, Fungi.
Synonimy:
- Cortinarius nanceiensis Maire 1911 var. nanceiensis
- Cortinarius nanceiensis var. pseudopercomium Moënne-Locc. & Reumaux 2004
- Phlegmacium nanceiense (Maire) M.M. Moser 1960
- Phlegmacium nanceiense (Maire) M.M. Moser 1953

Nazwę polską zaproponował Władysław Wojewoda w 2003 r., Andrzej Nespiak opisywał ten gatunek w 1975 r. jako zasłonak francuski>.

## Morfologia
Kapelusz
Średnica 3–7 cm, początkowo półkulisty, potem łukowaty, w końcu spłaszczony, bez garbu. Jest higrofaniczny. Powierzchnia w stanie wilgotnym bardzo śliska, błyszcząca i lepka, w stanie suchym jedwabiście błyszcząca, na środku o barwie od czerwonobrązowej do kasztanowobrązowej, na brzegu jaśniejsza, zielonawożółta. Brzeg gładki, u młodych owocników podwinięty i połączony z trzonem jasnożółtą zasnówką.
Blaszki
Szerokie, przyrośnięte i nieco zbiegające, początkowo jasno zielonkawożółte, potem rdzawe, w końcu rdzawobrązowe.
Trzon
Wysokość 4–7 cm, grubość 8–12 mm, przy podstawie do 2 cm, sprężysty, walcowaty lub pałkowaty, początkowo pełny, potem pusty. Powierzchnia początkowo jasnozielonkawożółta, potem ciemniejsza. W dolnej części występują pozostałości bladozielonawożółtej zasnówki, z czasem przebarwiające się na czerwono.
Miąższ grzyba
Jasnozielonkawożółty, o słabym jabłkowym zapachu, praktycznie bez smaku.
Zarodniki
Migdałowate, gruboziarniste i umiarkowanie brodawkowate, o rozmiarach 10–12 × 6–7(7,5) μm.
Gatunki podobne
Sekcja Fulvi, do której należy zasłonak bananowy charakteryzuje się żółtobrązowym, a następnie brązowoczerwonym do czarnobrązowego kapeluszem i zielonożółtym lekko bulwiastym trzonem. Młode owocniki posiadają słaby zapach banana, ich kapeluszem stają się z czasem ciemnooliwkowe. Phlegmacium mussivum różni się bardziej oliwkowym zabarwieniem, wyraźniej wyrzeźbionym trzonem, terpentynowym lub silnie ziemistym zapachem i siedliskiem; rośnie pod świerkami i sosnami.

## Występowanie i siedlisko
Znane są jego stanowiska głównie w niektórych krajach Europy. Poza Europą znane jest jego występowanie tylko w prowincji Kolumbia Brytyjska w Kanadzie. W piśmiennictwie naukowym na terenie Polski do 2003 r. podano tylko jedno stanowisko (S. Domański, 1997 r, Tatry).
Grzyb mykoryzowy. Rośnie na ziemi w lasach liściastych i mieszanych, zwłaszcza pod bukami, dębami i jodłami.
Grzyb niejadalny.